# Never Fear
Never Fear è un film del 1949 diretto da Ida Lupino.
È un film drammatico statunitense con Sally Forrest, Keefe Brasselle e Hugh O'Brian. Il film è conosciuto anche con il titolo The Young Lovers.

## Trama
Carol Williams e Guy Richards sono una coppia di ballerini che sta raggiungendo il successo. Sono innamorati e iniziano a fare progetti come il matrimonio, quando la giovane si ammala di poliomielite, una malattia potenzialmente debilitante. Inizialmente si chiude in se stessa e decide di lasciare il compagno, ma con l'aiuto degli altri pazienti della struttura riesce a recuperare la forza in se stessa e l'amore di Guy.

## Produzione
Il film, diretto da Ida Lupino, fu sceneggiato e prodotto dalla stessa Lupino e da Collier Young per la Filmakers.

## Distribuzione
Il film fu distribuito negli Stati Uniti dal 29 dicembre 1949 al cinema dalla Eagle-Lion Films.
Alcune delle uscite internazionali sono state:
- in Germania Ovest nel luglio del 1956 (Lügende Lippen)
- in Austria nell'agosto del 1956 (Lügende Lippen)